# 泣くな、はらちゃん
『泣くな、はらちゃん』（なくな、はらちゃん）は、2013年1月19日から3月23日まで、日本テレビの『土曜ドラマ』枠（土曜日21:00 - 21:54、JST）で放送された日本のテレビドラマ、もしくは劇中に登場する架空の漫画。主演はTOKIOの長瀬智也で、岡田惠和の脚本によるオリジナル作品でもあった。
ヒロインが描く漫画の主人公が実体化して（ドラマ上の）現実の世界に現れ、創造主でもあるヒロインに恋をするというファンタジー作品である。
本作品は日テレオンデマンドでも放送終了後の日曜日12:00から順次有料で見逃し配信された。

## 企画・制作
本作品の脚本は岡田が長瀬をイメージして書き下ろしたものであり、「はらちゃん」のキャラクター作りには長瀬も積極的に意見を出し、スタッフもそれを取り入れて赤のスタジャンなど放送当時から見れば「時代錯誤」なファッションのキャラクター像を作り上げたという。2011年8月に企画メモを作り企画書が完成したのは2012年4月である。
また、本作のプロデューサーで『Q10』『妖怪人間ベム』など「人間でないものから人間を見て、人間って何だろうということを考えてきた」というコンセプトのドラマを手がけてきた河野英裕の談話によると、本作においてもそれらを踏襲しつつ、アプローチを変えてラブストーリーを軸に「人間を描く」ことを目的とし、そこから生まれたのが漫画から飛び出すヒーローであると語っている。
ヒロイン役の麻生久美子については、漫画の世界から飛び出したはらちゃんが初めて恋をして追いかける女性にふさわしい「永遠の憧れを演じられる女優」として起用され、麻生にとっては約2年半ぶりの連ドラ出演となった。
クランクインは2012年12月上旬。
物語の舞台となる町は都会ではなく、懐かしさの残るノスタルジックな雰囲気の場所と設定され、地域のフィルム・コミッション・みうら映画舎などの協力により、三崎下町商店街周辺を中心とする神奈川県三浦市各所でロケが行われている。ロケ地は昭和の雰囲気を残しており、河野は「この町なら、ドラマのようなファンタジーが起きてもおかしくないんじゃないかと思った」と当地を選んだ理由を語っている。また、越前さんの家などのセットも落ち着いた雰囲気や長年の生活感をイメージして作られた。
放送中、三崎の商店街内の交流スペースではロケ地の地図やキャラクターの衣装などが展示され、本作の影響でロケ地巡りをするファンが土日に数十組訪れたという影響をもたらしている。

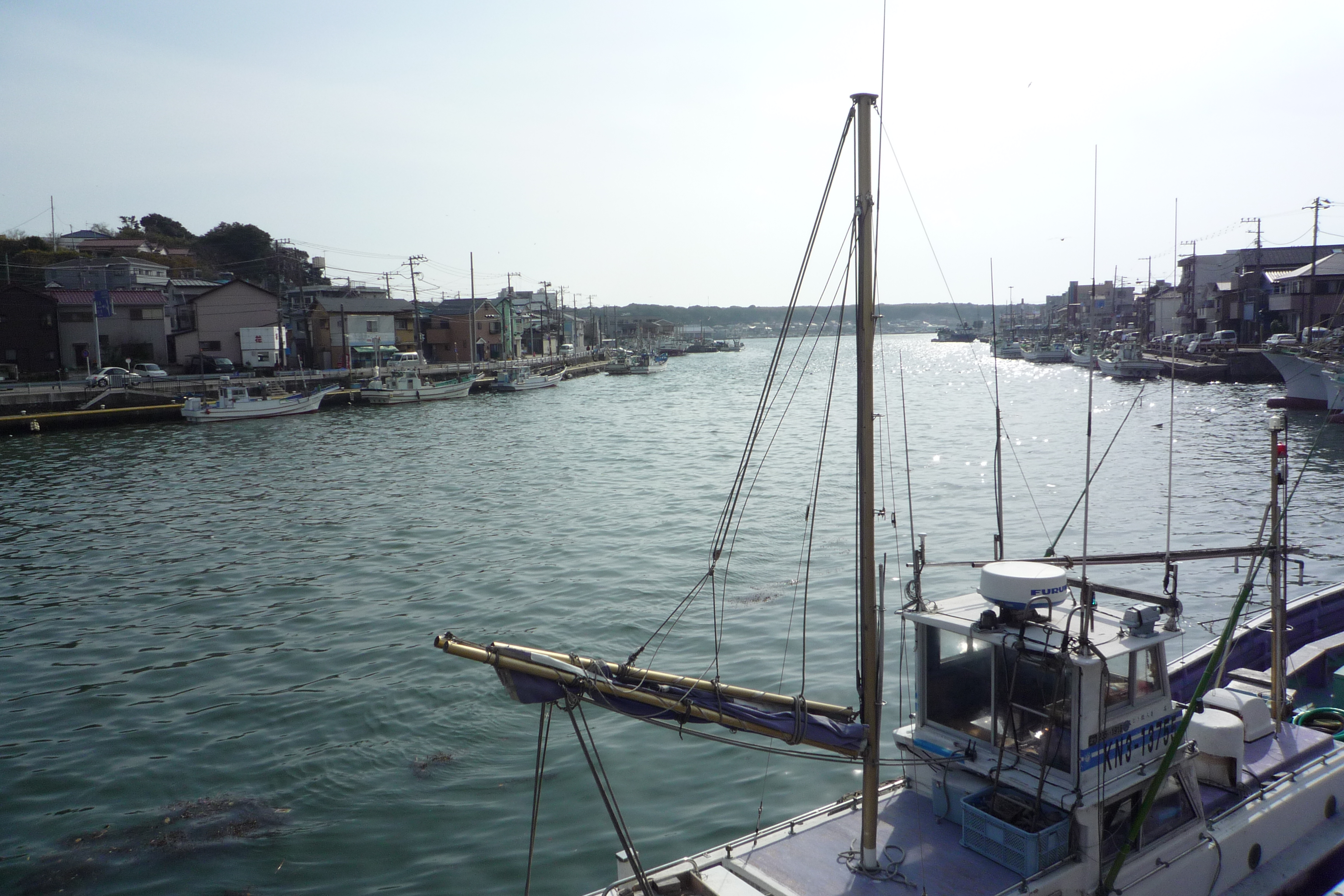
三崎漁港
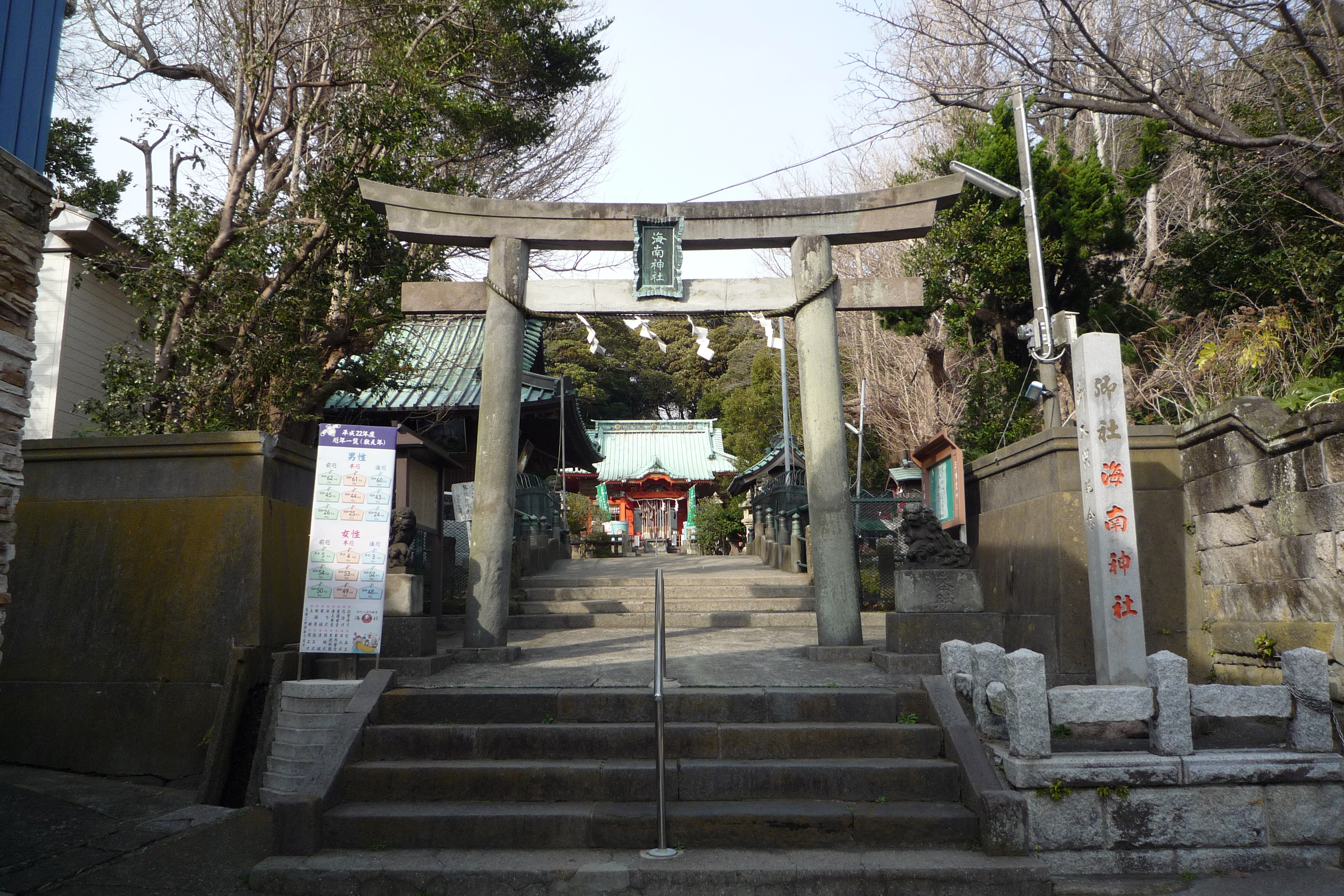
海南神社
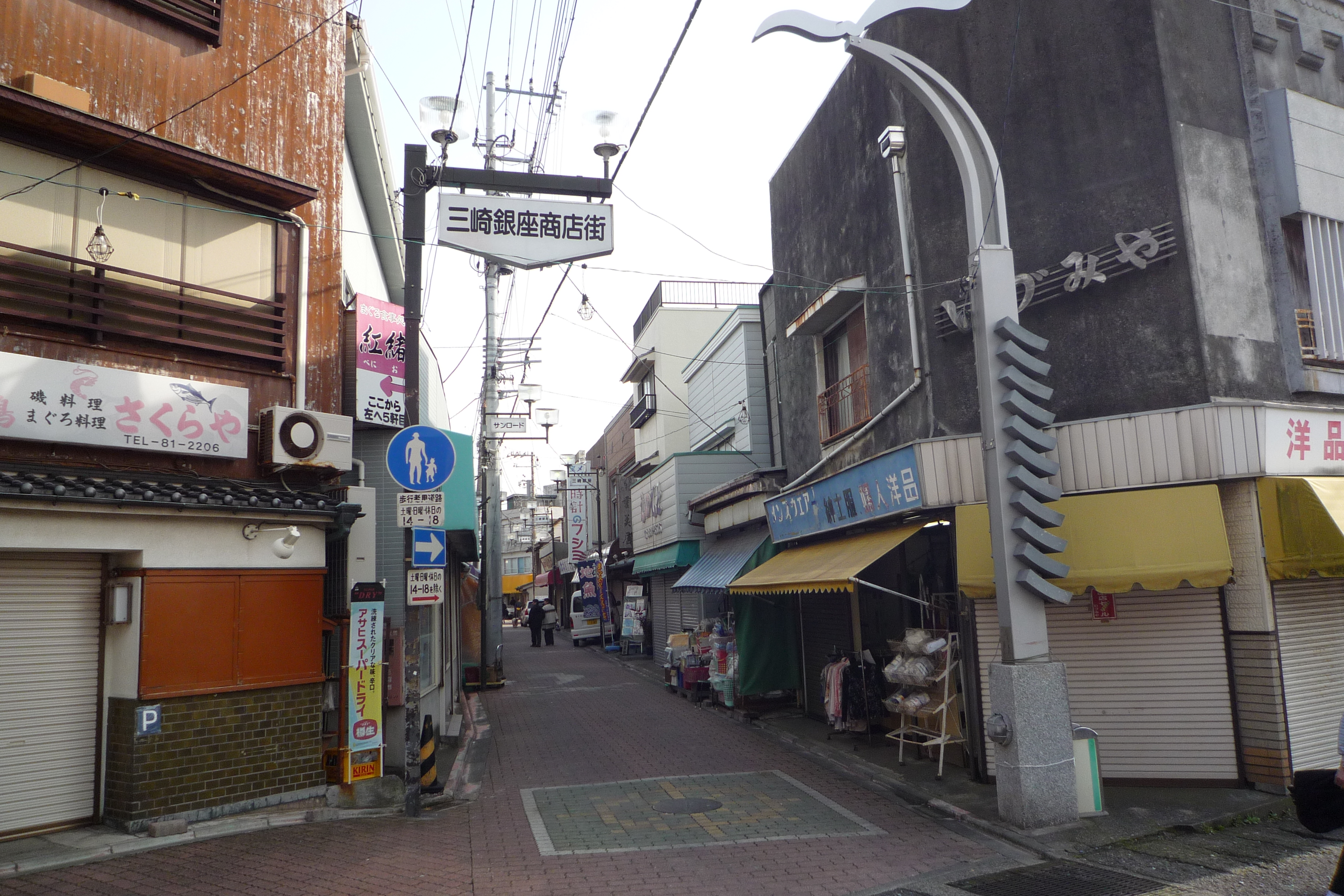
三崎町の商店街
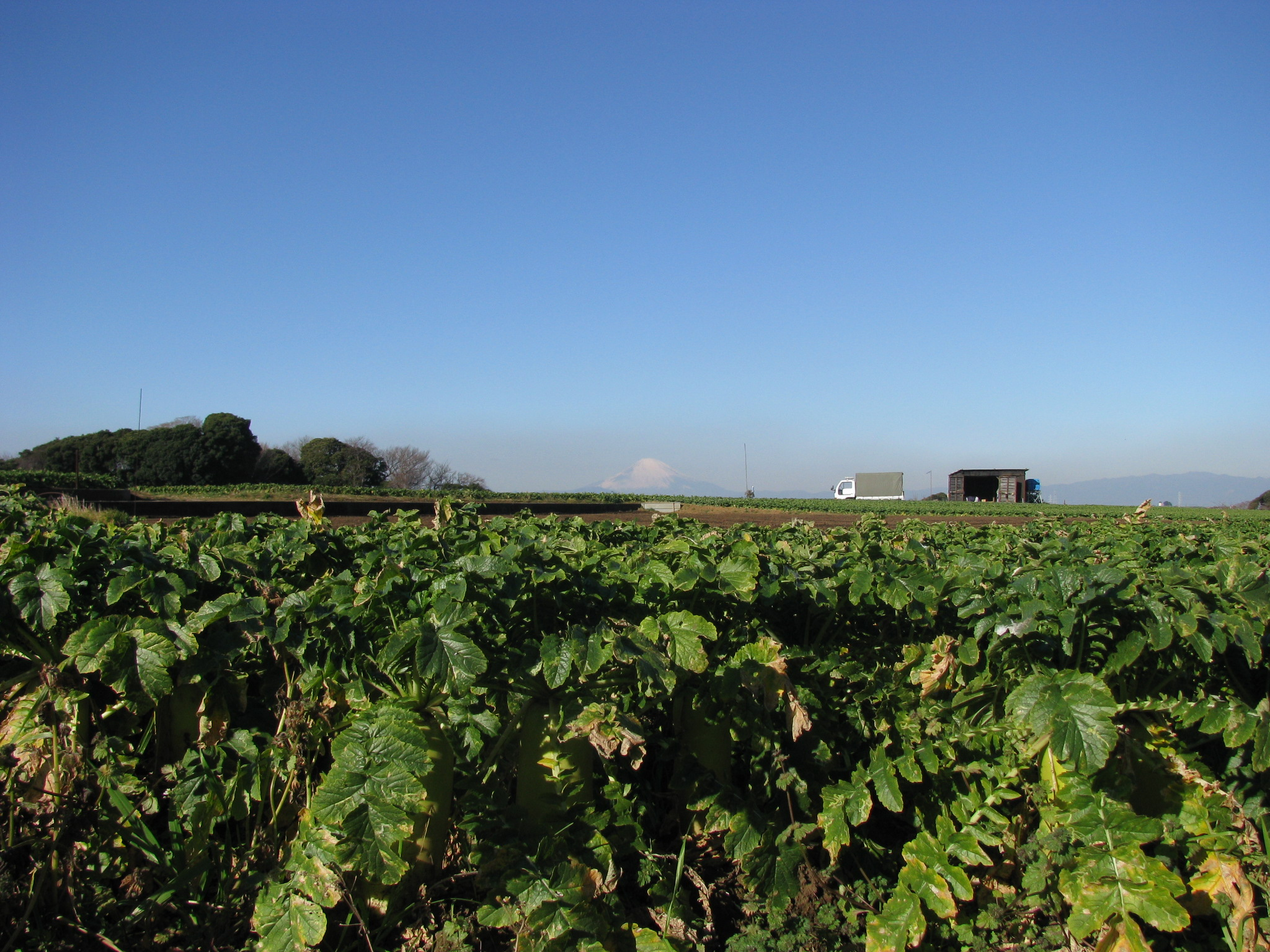
三浦市の大根畑

### 漫画
越前さんのノートに描かれた漫画の世界は以下のように設定されている。
絵柄は越前さんが矢東薫子の漫画を真似て描いたもの。狭い居酒屋の中でストーリーは展開され、登場人物は後述の客6名のみ。越前さんが描く物事が現実の世界の情報すべてであったため、漫画の世界の住民は現実の世界においてのあらゆる物事や常識についてほぼ無知である。この世界の出来事は越前さんの描いた通りに起こるが、執筆中や閲覧中以外は登場人物は各々が意志を持ち自由に動いている。また、ノートの状況が漫画の世界に影響し、ノートに何かしらの衝撃が加わると漫画の世界で地震が起こり、ノートが雨に打たれると漫画の世界にも雨が降る。ただし、これらの事例は漫画自体には反映されない。
ノートに衝撃が加わり漫画の世界で地震が起こると、登場人物は狭間を通じて現実の世界へ行くことが出来るようになるが、ノートが開かれるとその人物は即座に漫画の世界へ戻される（現実の世界へ来た漫画の登場人物がノートを開いても同様である）。また、登場人物が現実の世界で所持していたものは所持者が漫画の世界へ戻る際に一緒に持って行くことが出来る。なお、漫画の世界を抜け出した登場人物はノートに描かれた漫画では中身が空白状態で輪郭だけが残り、その者が現実の世界から戻る際に元に戻る。
漫画の制作は、『シャンハイチャーリー』（IKKI COMIX・『月刊IKKI』連載）などの著作を持つ漫画家・ビブオが担当し、番組公式サイト内では放送に登場する漫画とオリジナル漫画が公開されている。
この起用は前述の河野プロデューサーが以前手がけたドラマ『セクシーボイスアンドロボ』の原作漫画が『月刊IKKI』連載であった縁によるもので、同編集部の紹介による複数の漫画家の中から、ドラマの世界観に合う絵が描けるということで採用となった。
制作にあたってビブオは、素人である越前さんが描く漫画については「下手ではない」「かっちり決まった絵より適度に抜けた感じのバランス」を意識し、その基となったプロの漫画家・矢東薫子の絵については、ラフでありながらプロの商品として成立する絵を描きわけている。こういった制作上の要求については、新人作家として漫画技術上の「足し算」を求められていたが今回は逆に「引き算」を要求されることになり、難題ではあるが自分にとっての財産になることを感じているという。各話の台本を基にネームを提出し、許可を受けて本番用を制作するという流れで、各話平均4ページほど描いている。また、撮影時に漫画を描く越前さんの手元は、漫画専用スタッフによるボディダブルとなっている。
このほか、劇中に登場する荒田ヒトシの漫画『フライング・シュータ』は、同じく『月刊IKKI』連載歴を持つとんだばやしロンゲが担当している。

#### 狭間
漫画の世界と現実の世界の間に当たる場所。白い凸凹の空間に黒く四角い枠が浮かぶ中に、1箇所だけ紙が破けたような裂け目があり、現実の世界への入口となっている。
漫画の世界における居酒屋の上部に存在し、居酒屋とは上下が逆さまになっている。漫画が描かれたノートに衝撃が加わると、漫画の世界で地震が起こるとともに上部から梁が落下。漫画の登場人物はこの梁をくぐることで狭間へ行くことができる。この梁は複数存在する。
劇中では、はらちゃんがたびたび、狭間に来ては裂け目をくぐって現実の世界へ足を踏み出す。はらちゃんがたびたび現実の世界に行くようになってからはマキヒロもこの狭間へ来るようになるが、行くことが出来なかったり、行ってもなぜか飛び込む直前で裂け目が閉じるために現実の世界へ行くことが出来ずにいたが、第5話で現実の世界へ行くことが出来た。また、第4話では偶然ながらあっくんが狭間を通じて現実の世界へ行ってしまったことがある。第7話では、漫画の世界の住民全員が梁をくぐって現実の世界へ行く。

## あらすじ
かまぼこ工場ふなまる水産に勤務する独身女性・越前さんは、地味かつ薄幸で損してばかりの生活を送っている。そんな彼女は、自身の心の叫びを自作の漫画にぶつけることで日頃の鬱憤を紛らわしていた。主人公のはらちゃんを始め、漫画の世界の登場人物は彼女の恨み辛みを反映した暗い話をさせられることにうんざりするとともに、次第に暗く重くなりつつあるこの世界の行く末を危惧していた。
そんなある日、その漫画が描かれたノートに衝撃が加わったことで漫画の世界に影響が生じ、漫画の世界を抜け出したはらちゃんは実体化して現実の世界へ足を踏み出す。偶然に導かれるまま、自分たちを生み出した神様=作者である越前さんと出会ったはらちゃんは、越前さんが幸せになれば自分たちの世界が明るくなると考え、現実の世界で訴え働きかけるうちに彼女に片思いする。はらちゃんは漫画の世界と現実の世界を行き来しながら、越前さんにアタックしていく。
一方、現実の世界では田中くんが越前さんに想いを寄せ、同僚の紺野清美はそんな彼に片思いしている。越前さんの何事にも消極的な態度に苛立つ清美は、工場の企画などで何かとライバル心を露わにする。はらちゃんは越前さんを励まして清美との勝負に向かうよう働きかけ、越前さんもそれに応えてゆくとともに、はらちゃんに心を開いていく。
そんなある日、はらちゃんは自分たちのいる世界が越前さんの描いた漫画の中であることを知り愕然とする。作者である越前さん自身もそのことに気付いておらず当初は彼の言うことを信じていなかったが、風邪で倒れた越前さんがはらちゃんに看病されたあと、漫画に描いたバレンタインデーのチョコレートをはらちゃんが持って現れたことで、それが真実であると知って衝撃を受ける。また、自分の気持ちに気付かない田中くんの態度に落ち込んだ清美は、漫画の世界から飛び出したマキヒロに一目惚れされ、彼と恋を始める。ある日、はらちゃんと越前さんの仲を応援してくれていた玉田工場長が不慮の事故で亡くなる。はらちゃんは人間の世界の「死」というものを知り、「死」を悲しむ越前さんを慰め、二人は両思いになる。そしてはらちゃんのアイデアにより、越前さんは漫画の中にたまちゃんというキャラクターとして玉田の姿を描く。
生前の玉田に「結婚」について教えられたはらちゃんは、越前さんにプロポーズするが、彼女は互いの世界の違いに戸惑い、はらちゃんの申し出を断る。越前さんの言い訳を理解したはらちゃんは悲しみつつ、自ら漫画のノートを開き漫画の世界へ去って行く。その後、そのノートを越前さんの母が誤って資源回収に出してしまい、辿り着いた古紙再生工場で漫画の世界の住民全員が現実の世界へ飛び出してしまう。彼らは、越前さんのもとへ戻るために見知らぬ地を彷徨うなか、あっくんと親しくなった子犬・チビの縁で、車で旅をする一組の父子と出会う。父子の厚意でふなまる水産まで車で送ってもらう道すがら、お父さんが離婚したいきさつを聞き、越前さんとの仲についてアドバイスを受けたはらちゃんは、何があっても越前さんのそばから離れないと考えを改める。はらちゃんと再会し、気持ちを確かめ合った越前さんははらちゃんたちが漫画の世界へ戻らないよう、漫画のノートをビニールテープで封印し、二度と開かないと約束する。
漫画の世界の住民たちは越前さんの家に居候して現実の世界で暮らし始め、食事がおいしいことや働くこと、給料で買い物をする楽しみを知る。また越前さんも常識知らずな漫画の世界の住民たちに戸惑いつつも、いつも前向きな彼らを見て明るい気持ちになっていく。そんなある日、漫画の世界の住民の前に越前さんの同僚・矢口百合子が現れるとユキ姉が顔色を変える。百合子は自分が越前さんの憧れの漫画家・矢東薫子であり、現役時代に現実の世界へ来たユキ姉と出会うが、神様として慕われる重圧に耐えられなくなり、彼らの最期を漫画に描き、皆殺しにしたことを越前さんとはらちゃんに告白する。そのような経緯からユキ姉は百合子だけでなく越前さんも信じられないと話すが、越前さんは今まで心の支えになってくれた漫画の住民たちを幸せにしたい気持ちから決して殺さないと約束する。皆は越前さんの言葉に安堵するが、その日の夜、テレビに映る戦争・飢餓・災害などの現実の世界の悲しい出来事を目の当たりにして動揺する。
翌日、百合子は過去を気に病んで町を去ろうとするが、越前さんと漫画の世界の住民は彼女を引き止める。漫画の世界の住民たちは、神様として未熟な越前さんを支えて欲しいと説得し、ユキ姉も、既に許していることや百合子の描く世界が好きであったこと、嘗ての神様として自分たちの行く末を見届けるように訴え、百合子を思いとどめる。その後、遊んでいたはらちゃんたちは、柄の悪い男たちにボールをぶつけてしまい、彼らを怒らせて殴る蹴るの暴力を受ける。止めに入った越前さんまでもが殴られる姿を見たはらちゃんは、今までにない怒りを爆発させて男たちを激しく殴りつける。現実の世界の暗い面に傷つけられ、あっくんは怯え元の世界に帰りたがり、他の漫画の世界の住民も元の世界で生きることが最善と判断する。その結果、越前さんはノートの封を解いて彼らを元の世界に帰すが、その夜、越前さんは漫画のノートに自分が現れる漫画を描き、そのノートを開いて現実の世界から消え、漫画の世界へ行ってしまう。
百合子は漫画ノートを振って彼女を戻そうとするが、越前さんは現実の世界は自分がいなくても何も変わらないと言い、その呼びかけを拒絶する。しかし、はらちゃんはそんな越前さんを否定し、越前さんに自分自身を好きになり現実の世界と「両思い」になってもらいたいと願う。現実の世界では越前さんの弟・ひろしが漫画のノートを自転車に括り付けて引きずり、姉が帰って来ることを念じてひたすら自転車を走らせる。そして自転車が躓き転倒した衝撃で越前さんははらちゃんと一緒に戻ってくる。
はらちゃんの要望で、生前の玉田から聞いた人生で一番楽しい時期である「新婚生活」を越前さんとともに送る。同時に、現実の世界での生活を再開した越前さんは職場で自分の主張ができるように変わっていく。越前さんとの両思いを信じ、いずれ漫画の世界に戻るつもりでいたはらちゃんに、越前さんがいつか他の人を好きになったときのことを百合子は問うが、はらちゃんは、その結果で越前さんが幸せなら自分も幸せだと答える。百合子はそれを「愛」だと教える。越前さんとの別れ際に、自分の住む世界が好きで両思いになりたいと思っていること、越前さんにも現実の世界と両思いになってもらいたいと話し、現実の世界でどうしても困ったことがあったらいつでも駆けつけると約束し、はらちゃんは漫画の世界に去っていく。
その後、越前さんは正式に工場長になり、清美も田中くんに告白し、矢東薫子は漫画家として復帰する。越前さんは相変わらず漫画に愚痴を描くが、その内容は以前より前向きで明るく、背景や小道具などは皆の好きな物であふれていた。越前さんは、現実の世界とはまだまだ両思いにはなれず、美しい片思い中とノートに話しかけ、はらちゃんに会いたい気持ちを押さえていた。
ある大雨の日、越前さんは転倒し、同時にノートに衝撃が加わる。約束通りに現れたはらちゃんは越前さんに傘を差し出し、互いに笑顔を浮かべるのであった。

## 登場人物
一部の人物を除き、本名は明らかにされていない。また、役名に敬称がついている場合それを略して呼ぶことはない。ただし、新聞の番組紹介で越前さんのことを「越前」と呼び捨てにして紹介している事例がある。

### 主人公とヒロイン
はらちゃん
演 - 長瀬智也
漫画の主人公で、赤のスタジャンとジーパン・スニーカー姿でギターを背負った男性。真面目だが感情の起伏が激しく涙もろい性格で、漫画ではいつも越前さんの愚痴を代弁している。また、常に敬語で話している（一人称は「私」）。所持物のギターは当初弦は3本で旋律を奏でることが出来ず、彼自身も歌い方を知らなかったが、越前さんが弦3本と音符を書き足したことでギターの弦は本来の6本となり、メロディーが生まれて歌えるようになった。
現実の世界で越前さんと出会い、当初は漫画の世界を改善するために物事から諦めず立ち向かっていくよう働きかけるが、彼女を好きになり、片想いから両想いになる。その後、越前さんの漫画のノートを開いたことで自分たちの世界の真実に触れ、次第に虚しさを感じるが、それでも彼女のそばにいたいと思うようになる。そのため、漫画の世界の住民らが越前さんに捨てられたと勘違いした時も誤解であると説得する。
矢東薫子の漫画の世界ではバーの客という設定である。
越前さん（えちぜん さん）〈31〉
演 - 麻生久美子
かまぼこ工場「ふなまる水産」の生産ラインで正社員として勤める女性で、矢東薫子が描く漫画のファン。勤務態度は真面目だが、容姿は地味で自己主張もできず、職場で理不尽な仕打ちを受けている。普段から感情を表に出さずに作り笑顔を浮かべているが、いつも不平不満を抱え、自らのノートに漫画「泣くな、はらちゃん」を執筆することでストレスを発散している。しかし、はらちゃんと恋をしたことや漫画の世界の住民との出会いをきっかけに自己主張が出来るようになるなど、性格は前向きに変わっていく。
現実の世界に現れたはらちゃんに出会った当初は彼を怪訝に感じて突っぱねるが、数々の問題と向き合う中で次第に受け入れて行く。また、はらちゃんが漫画の世界から抜け出したことを知り、真実を受け止めつつも動揺するが、矢口の言葉によって気持ちを改め、はらちゃんと両想いになる。玉田の急逝後は職場の正社員の中で最年長であることから工場長代理を務めることになり、それ以降は工場内では「越前さん」ではなく「工場長代理」と呼ばれるようになる。また、現実の世界は自分がいなくなっても困らないと思い込み、漫画のノートに自分を描き、漫画の世界に入ったこともあるが、はらちゃんに「現実を好きになれない越前さんは嫌い」を叱咤されて現実の世界に戻る。最終話では正式に工場長に昇進する。

### 越前さんの漫画の世界
元々は矢東薫子の漫画の世界で生きていたが、矢東が彼らが銃殺されるという結末を描き、一度は死を迎えた。しかし、越前さんが自身の漫画に彼らを描いたことで蘇生され、死亡以前の記憶を残したままこの世界で生を繰り返すことになる。
ユキ姉（ユキねえ）
演 - 奥貫薫
居酒屋のカウンターに一人佇む姉御肌の女性客で、漫画の世界の紅一点。漫画ではいつもはらちゃんに殺人行為を煽る言動をするため、本心ではたまには前向きなことを言いたいと思っていた。最終話にて冗談めかして殺人を唆すセリフを吐きながらも前向きなことを言うセリフが描かれる。
過去に偶然行った現実の世界で、矢東薫子と出会い、共に楽しい日々を過ごすが、スランプに陥って重圧に耐えられなくなった彼女によって漫画の世界で仲間と共に殺されてしまう。そのため、漫画の世界においての「死」について詳しく知っており、はらちゃんが越前さんに片想いを覚えた時も好きになってはいけないと注意し、越前さんもいつか自分たちを殺すかもしれないと思い込んでいた。誤ってノートを処分されそうになった際は漫画の世界の仲間と共に現実の世界へ出る。その後、百合子（矢東薫子）と再会したことで、過去の経緯と越前さんも含む神様に対する不信を漫画の世界の住民たちに打ち明けるが、越前さんの決意を聞き、今までの考えを改めて百合子を許す。
矢東薫子の漫画の世界でははらちゃん行きつけのバー「Y’sバー」のマスターという設定である。
マキヒロ
演 - 賀来賢人
はらちゃんの飲み仲間の1人。漫画ではいつもはらちゃんの愚痴に同意するためはらちゃんには好かれているが、本心では自分の意見を言いたいと思っていた。最終話にてハラちゃんの考えに理解を示したうえで自分の意見を述べるセリフが描かれる。
はらちゃんの影響で現実の世界に興味を持ち始めたが、当初はなぜか現実の世界に行けず、不満を募らせていた。その後、あっくんの次に念願だった現実の世界行きを果たし、偶然出会った清美に一目惚れし、両想いになる。しかし、現実の世界の嫌な面を体験したことで、漫画の世界へ帰ることを決め、彼女との交際は終わる。
矢東薫子の漫画の世界でははらちゃんの後輩という設定であり、久々にはらちゃんと再会するシーンが描かれている。
あっくん
演 - 清水優
はらちゃんの飲み仲間の1人で、金髪のマッシュルームカットに眼鏡をかけた男性。漫画ではいつもはらちゃんに酒を勧めているが、本心では意味を持ったセリフを言いたいと思っており、最終話にて「犬が大好き」と明確な意味を持ったセリフを述べるシーンが描かれ、また膝の上に犬を載せている。
マキヒロとは対照的に現実の世界に行くことを望んではおらず、現実の世界へ偶然行ったことをきっかけに犬嫌いになってしまうが、2回目に現実の世界へ行った際に子犬のチビと触れ合い、克服する。その後は犬に執着心を抱くようになり、犬を見つけた際は興奮したり、ペットショップでもたくさんの犬と戯れて喜びを露わにするが、あくまでも「かわいい子犬」には大丈夫な程度である。
矢東薫子の漫画の世界ではバーの客という設定である。
笑いおじさん（わらいおじさん）
演 - 甲本雅裕
はらちゃんたちが座る席の隣客。漫画ではいつも声を上げて笑っているが、本心では本名も笑っている理由も不明である自分に不満を抱いており、後に越前さんと出会ってその疑問をぶつけるが、彼女もその理由を深く考えたことがないため、真相は不明のままである。また、越前さんの気持ち次第で描いてもらえないこともあった。しかし、最終話にて登場人物としてしっかりと描かれ、セリフも与えられた。
はらちゃんが現実の世界から持ち込んだかまぼこを食べたのがきっかけで、現実の世界へ行くことを望むようになるが、結局は住人の中では最後に現実の世界へ出る。また、漫画のノートが開かれると自分たちが漫画の世界へ戻ってしまうやりとりを聞いた際は絶対にノートを開かなければいいと提案する。
矢東薫子の漫画の世界ではユキ姉に好意を持つバーの客という設定であり、あっくんから「笑いおじさん」というあだ名で呼ばれているが本名は明らかになっていない。
たまちゃん
演 - 光石研
居酒屋の客。玉田の死を知ったはらちゃんが越前さんに頼み込んで作ってもらったため、容姿は玉田そのままだが、現実の世界で生活していた頃の玉田の記憶はない。また、漫画では偉そうな態度で他人を煽っている。偶然から現実の世界へ出てしまったところを長沼さんに目撃され、玉田の幽霊として騒がれる。最終話では、工場長という単語に懐かしさを覚えるセリフが描かれていた。

### 現実の世界
放送開始時点では全員がはらちゃんの正体に気づいておらず、パートリーダー・矢口も漫画の主人公に似た人だと気付いた程度である。そのため、越前さんさえも当初は現実の世界に来たはらちゃんを自分の漫画の世界から抜け出した主人公とは知らなかったが、第4話のバレンタインデーを境に真実を知ることとなる。

#### ふなまる水産三崎工場
三崎町（現・三浦市南西部）にあるかまぼこ製造工場。
田中君（たなか くん）〈28〉
演 - 丸山隆平
パートのおばちゃんから人気がある若手男性正社員。越前さんを「神様」と例えて密かに想いを寄せる一方で、清美の気持ちに気づかず、彼女の普段の言動から「悪魔」と例える。はらちゃんが現実の世界へ降り立った際に初めて出会い、物事に疎いはらちゃんに様々なことを教える。越前さんとはらちゃんの仲を切ない思いで見守るが、後に現実の世界へ降り立った漫画世界の住人全員と出会い、ユキ姉に一目惚れする。しかし、ユキ姉からは避けられたり、冷たい態度を取られたり、きつく脅されたりするが逆効果で、心をますます掴まれていく。はらちゃんたちが漫画の世界の人間である事実を知った当初は驚いて戸惑うが、これまでの経緯から辻褄が合うことで納得し、受け入れる。最終話にて副工場長に昇進し、周囲から「副工場長」と呼ばれる。また、清美に片思いの相手を聞いた際に告白され、ようやく気持ちに気づき、驚愕する。
紺野 清美（こんの きよみ）〈20〉
演 - 忽那汐里
越前さんの同僚の正社員。口数が少なく、職場ではいつも不機嫌な様子を見せ、田中君に密かに想いを寄せるが素直な気持ちを出せずにいるため、田中君の教えを鵜呑みにしたはらちゃんに悪魔さんと呼ばれるようになる。越前さんについては、職場での理不尽な仕打ちに黙って耐え気持ちに覇気が無いことと、田中君が恋する相手であることから苛立ち、時にライバル心をむき出しにする。また、歌うことが好きであるが、恥ずかしさもあり、顔を隠して神社の前でギターの弾き語りをしている。
越前さんと矢口の会話を盗み聞きしたことと、現実の世界に出て来たマキヒロとの出会いによりはらちゃんと彼が漫画の世界から来た人物だと気付く。また、自分を素直に褒めて慕うマキヒロに惹かれて両想いになるが、マキヒロが長年の友人であるあっくんと共に漫画の世界へ戻る選択をしたために関係は終局する。最終話では顔を見せて、堂々と人前でギターの弾き語りをし、その際に田中から片思いの相手を聞かれて告白をする。
長沼さん（ながぬまさん）〈59〉
演 - 稲川実代子
越前さんの同僚のパート社員。仕事は雑で、頻繁に手を止めてパート仲間と主に「大橋さんの息子さん」に関する噂話をしている。また、勤務態度を遠回しに注意をする越前さんに対して因縁を付け、何かと理不尽な言動をする。現実の世界へ降り立ったたまちゃんと出くわし、玉田の幽霊と勘違いし、大騒ぎする。最終話ではしっかりと自己主張するようになった越前の勤務態度の注意を聞き入れるようになる。
中野さん（なかのさん）
演 - しのへけい子
渋谷さん（しぶやさん）
演 - よしのよしこ
越前さんの同僚のパート社員。長沼さんと仲が良い。越前さんに理不尽な振る舞いをしていたが、最終話では数々の経験を積んで成長し、工場長に出世した彼女から長沼さんらと共に勤務態度の悪さを咎められ反省する。
玉田（たまだ）〈没年50〉
演 - 光石研
工場長。仕事においてはかまぼこをこよなく愛するが、決断力に乏しい故に現場のおばちゃんパートをまとめる仕事は百合子に任せている。かまぼこを食べて涙を流して感動するはらちゃんを即日従業員に採用しようとするほど気に入る。また、はらちゃんと越前さんの恋の行方を気にし、その件ではらちゃんと語り合った際に家族もおらず孤独な身の上を打ち明け、はらちゃんに「たまちゃん」と呼ばれるほど互いに意気投合した矢先に会社帰りに深酔いして海に転落、溺死するが、はらちゃんの強い要望により越前さんの漫画に「たまちゃん」というキャラクターとして蘇ることになる（詳細は泣くな、はらちゃん#越前さんの漫画の世界を参照）。
矢口 百合子（やぐち ゆりこ） / 矢東薫子（やひがし かおるこ）〈44〉
演 - 薬師丸ひろ子
生産ラインのパートリーダーだが、正体は越前の憧れの漫画家・矢東薫子である。面倒見が良く、恋心に悩むはらちゃんの良き相談相手になったり、仕事においては玉田からの信頼が厚いが、理不尽な目に遭っても現状を変えようとしない越前さんには言い分を聞かず説教する。しかし、はらちゃんの出現以降は彼に対して悩む越前さんの相談を親身になって聞くようになる。漫画家だった頃にスランプで漫画の執筆が出来なくなり、ベランダから投げ捨てた漫画の原稿のファイルから現実の世界へ降り立ったユキ姉と出会い、共に楽しい日々を過ごすが、神様として慕われる重圧に耐えられなくなり、公には未発表で漫画の中の登場人物を皆殺しにした原稿を描き、実体化したユキ姉の存在を抹消、そのまま漫画家を引退する。
正体を明かすと同時に先述の経緯からユキ姉に恨まれていることを気に病み、一度は町を出る決意をしたが、後を追ってきた漫画の世界の住民と越前さんからの説得と、許す気持ちに変わったユキ姉からの言葉を聞き、思い留まる。最終話では漫画家・矢東薫子としてカムバックし、新しい漫画の連載を始める。

#### 越前の家族
ひろし〈20〉
演 - 菅田将暉
越前さんの弟で、自他共に認めるかなりのおバカ。自分勝手な性格で、無断で姉の漫画のノートを投げ捨てたり、姉が大切にしていた矢東薫子全集を売りに出したり、姉が描いている漫画ノートを勝手にダンボール箱に入れたりと、問題行動を起こしては姉を困らせるが、玉田の死で悲しみに暮れる姉を慰めようとしたり、漫画の世界に入った姉を必死に連れ戻そうとする、姉思いの一面も見せる。また、先述の性格から働き始めてもすぐにクビになり、何事にもやる気が無いニート生活を送っていたが、最終話では投稿を目指して漫画を描き始める。
秀子（ひでこ）〈62〉
演 - 白石加代子
越前さんとひろしの母親。当初は漫画の世界から抜け出したはらちゃんを泥棒と勘違いするが、後に娘に初めて出来た彼氏だと思い込み、喜んで和解する。また、夫は既に亡くなっていることから玉田の死で娘が悲しみに暮れた際には気持ちに同情すると共に心配する。漫画の世界の住民たちが家に転がり込んで来た際にはにぎやかなことに喜び、彼らを受け入れる。

#### その他
警官（けいかん）〈44〉
演 - 小松和重
三崎中央交番に勤務する警官。はらちゃんを二度交番に連れ込むが、二度とも突如姿を消したことに首を傾げる。その後ははらちゃんとは顔見知りとなり、警官の仕事を理解したはらちゃんから激励を受けることが多い。

#### ゲスト
お父さん（おとうさん）
演 - 安田顕（第7話）
はらちゃんたちと出会った家族の父親で、売れないロックミュージシャン。妻を幸せにできずに別れた過去があり、現在はバンド「RYUGU TURTLES」名義で活動し、「地獄の使者」という曲を歌っている。子犬・チビを見つけてくれたはらちゃんたちと出会い、ロックを通してお互いが意気投合し、はらちゃんたちを車でふなまる水産まで送り、翔太と共に別れた。
翔太（しょうた）
演 - 笹原尚季（第7話）
ミュージシャンをしているお父さんの息子で、あっくんと親しくなった子犬・チビの飼い主。はらちゃんたちと仲良くなるが、ふなまる水産まで送った後はお父さんと共に別れた。
大橋さんの息子さん（おおはしさんのむすこさん）
演 - ビブオ（最終話）
工場内で噂の対象になっていた青年。映画のエキストラなどいろいろな仕事をしていて、最終話ではふなまる水産で田中くんの下で働いている。
演者は本作の漫画制作担当。
不良（ふりょう）
第9話にて登場したガラの悪い三人組。サッカーをしていたはらちゃんたちに絡んでお金を要求するが、はらちゃんたちの無垢無邪気な言動に激怒して一方的に殴りつける。その後、止めに入った越前さんにまで手を出したことではらちゃんの怒りを買い、そのうちの一人は顔面を何度も殴られる。その後は傷ついた仲間を連れて三人共に去って行った。これがきっかけではらちゃん以外の漫画の住人達は現実世界に嫌気がさし、元の世界へ戻る決断をすることとなる。

## 音楽
本作における音楽は重要なモチーフであり、作中の歌曲は音楽担当の井上鑑が作曲・編曲し、作詞は脚本の岡田惠和が手がけている（エンディングテーマのTOKIO「リリック」は長瀬作）。中でもオープニングテーマの「私の世界」は、越前さんの心を表現した内容で、挿入歌としても繰り返し重要な場面に登場する。なお、設定上この曲はもともと紺野清美が田中くんへの片思いを歌った挿入歌「初恋は片思い」のメロディをはらちゃんが拝借し、越前さんの漫画に書かれた歌詞を乗せたものである。
バージョンは主人公のはらちゃんたちにより劇中で歌われるものと、オープニングなどでかもめ児童合唱団が歌うものがある。この合唱団は本作の舞台である三浦市で活動しており、もともとはサントラ向けの収録だったものが本編でも使われることになった。放送開始後、着うたでも配信され、配信サイト「オリコンスタイルフル」では、配信開始後1週間のランキングで1位となった。児童合唱団の楽曲が着うたで首位を獲得するのは異例のことである。3月11日発表のレコチョクデイリーランキングでも、スマートフォン・PC向けダウンロードおよび着うたフルのランキングで1位となっている。
岡田惠和のラジオ番組で「私の世界」を“今世紀の名曲”と発言していた薬師丸ひろ子は、2013年10月に開催された自らの35周年記念コンサートのアンコール1曲目に「私の世界」を選んだ。

## 作品の評価
コラムニストの亀和田武は、『週刊文春』の連載コラムで「死と愛、家族と仲間、普遍的で重いテーマが、ポップな映像と物語で展開される奇跡に、私たちは立ち会っている」と評価している。
第76回ザテレビジョンドラマアカデミー賞では、劇中歌「私の世界」が「ザテレビジョン特別賞」を受賞したのを始め、作品賞2位、主演男優賞2位（長瀬）、助演女優賞2位（麻生）、脚本賞2位、監督賞2位に選ばれている。「単純だからこそ胸に響く各回のテーマが良かった」など、脚本とキャストの力が評価されており、審査員の漫画家・カトリーヌあやこは、キャラクターの現実世界での実体化というテーマに、「創作というものについていろいろと夢想してしまうドラマでした」という寸評を寄せている。
東京ドラマアウォード2013では、作品賞優秀賞を受賞した。

## スタッフ
- 脚本 - 岡田惠和
- 音楽 - 井上鑑
- 演出 - 菅原伸太郎、狩山俊輔、松山雅則
- 主題歌 - TOKIO「リリック」（ジェイ・ストーム）[21]
- オープニングテーマ - かもめ児童合唱団「私の世界」
- 挿入歌 - はらちゃん「私の世界」 / 悪魔さん（紺野清美）「初恋は片思い」 / お父さん「地獄の使者」（全曲・作詞：岡田惠和 / 作曲・編曲：井上鑑）
- 漫画 - ビブオ
- 漫画協力 - 永田亜裕実、湯浅生史、佐藤祐二、とんだばやしロンゲ
- 演出補 - 松山雅則、安食大輔
- 脚本スタッフ - 中村千明
- タイトルバック / VFX - 熊本直樹（EDP）
- VFXスーパーバイザー - 木村康次郎、阪本親則
- サウンドデザイン - 石井和之
- ギター指導 - 吉川忠英
- アクションコーディネイト - 出口正義
- かまぼこ指導・協力 - 鈴廣かまぼこ、神兼智、和田美華、奈良木の実
- 統括 - 神蔵克
- チーフプロデューサー - 大平太
- プロデューサー - 河野英裕、小泉守、萩原真紀
- プロデューサー補 - 成田有一
- 制作協力 - トータルメディアコミュニケーション
- 製作著作 - 日本テレビ

## 放送日程
| 放送回                                                     | 放送日  | サブタイトル     | 演出       | 視聴率 |
| ---------------------------------------------------------- | ------- | ---------------- | ---------- | ------ |
| 第1話                                                      | 1月19日 | 恋するヒーロー!! | 菅原伸太郎 | 12.9%  |
| 第2話                                                      | 1月26日 | 恋したけど片思い | 菅原伸太郎 | 10.3%  |
| 第3話                                                      | 2月02日 | 両思いになる方法 | 狩山俊輔   | 09.7%  |
| 第4話                                                      | 2月09日 | 涙のバレンタイン | 狩山俊輔   | 09.3%  |
| 第5話                                                      | 2月16日 | もう会えないの?  | 菅原伸太郎 | 09.7%  |
| 第6話                                                      | 2月23日 | 家族になりましょ | 松山雅則   | 11.0%  |
| 第7話                                                      | 3月02日 | ずっと一緒       | 狩山俊輔   | 09.3%  |
| 第8話                                                      | 3月09日 | 神様のナゾの真相 | 菅原伸太郎 | 09.9%  |
| 第9話                                                      | 3月16日 | 2人が選んだ結末  | 狩山俊輔   | 09.3%  |
| 最終話                                                     | 3月23日 | 私の世界         | 菅原伸太郎 | 10.3%  |
| 平均視聴率 10.2%（視聴率は関東地区・ビデオリサーチ社調べ） |         |                  |            |        |

## 関連商品
ホームメディア
泣くな、はらちゃん Blu-ray BOX/DVD BOX
いずれも2013年7月24日発売。6枚組。

サウンドトラック
日本テレビ系土曜ドラマ「泣くな、はらちゃん」オリジナルサウンドトラック
2013年2月20日、バップより発売。全21曲収録。

シナリオ本
月刊『ドラマ』2013年3月号（映人社）
1・2・3話のシナリオを掲載。
泣くな、はらちゃん シナリオBOOK（日本テレビ放送網）
全10話のシナリオと越前さんの漫画ノートを収録。2013年3月21日発売。ISBN 978-4820301257